# Ilha da Culatra
A Ilha da Culatra é uma ilha-barreira situada na Ria Formosa, no Algarve, em Portugal. Situa-se a sudoeste da ilha da Armona e a nordeste da ilha da Barreta, frente a Olhão, embora pertença administrativamente ao município de Faro (União das Freguesias de Faro (Sé e São Pedro)). Faz parte do conjunto de ilhas barreira que delimitam a Ria Formosa. Tem três núcleos populacionais: Culatra, maioritariamente habitado por pescadores mas também por alguns turistas no Verão; Hangares; e Farol, ocupada principalmente no Verão por turistas. A ilha tem uma costa de alguns quilómetros de praia, sendo a área da Culatra mais frequentada. A ilha tem cerca de 750 habitantes permanentes.
Em 1918, por ocasião da Primeira Guerra Mundial começou a ser construído na ilha um Centro de Aviação Naval vocacionado para a luta anti-submarina. Apesar de parcialmente construído e utilizado, com o fim da guerra o centro nunca foi oficialmente activado, sendo as suas instalações utilizadas como infra-estruturas de apoio a um campo de tiro da marinha ali instalado.
O maior seu maior núcleo é o da Culatra que é composto por mais ou menos 700 pessoas das quais são na maioria pescadores, viveiristas ou mariscadores. Pode ser comparado com uma vila de pescadores, composta por uma escola, um infantário, uma igreja, vários cafés e restaurantes, um parque infantil, um campo de futebol de relva sintética, várias mercearias, um posto médico, entre outras infraestruturas.
Neste núcleo existem 4 instituições que se apoiam entre si:
A Associação de Moradores da Culatra, que representa grandiosamente os moradores do núcleo;
O Clube União Culatrense que representa a parte desportiva da ilha com uma equipa de futebol profissional;
A Associação Nossa Senhora dos Navegantes que representa a parte social, com o apoio domiciliar aos idosos e ás crianças com um infantário;
A Associação ProDiJo (Associação de Jovens) que representa a parte juvenil.

## Património
- Farol do Cabo de Santa Maria
- Igreja da Ilha da Culatra